# Ministerio de Defensa de Armenia

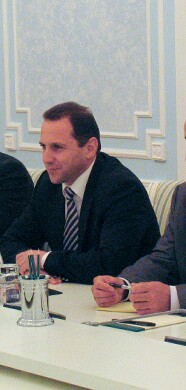
David Tonoián, Ministro de Defensa 2018-2020

El Ministerio de Defensa de Armenia (en armenio: Հայաստանի պաշտպանության նախարարություն), a menudo abreviado como Ministerio de Defensa de la RA, es una agencia gubernamental armenia a cargo de la supervisión y control de las Fuerzas Armadas de Armenia. El Ministerio de Defensa es también el órgano ejecutivo que implementa las políticas del Gobierno de Armenia en el sector de la defensa: en particular, supervisa el presupuesto de las fuerzas armadas y garantiza la seguridad de las tropas. Su sede se encuentra en 5 Bagrevand Street, en Ereván. El ministerio moderno fue establecido oficialmente el 28 de enero de 1992 por decreto del Presidente de Armenia.

## Historia
El 5 de diciembre de 1991, por decisión del Gobierno de la República Socialista Soviética de Armenia, se creó el Comité de Defensa del Estado, institución dependiente del Consejo de Ministros. El primer jefe de este departamento fue Vazgen Sargsián. El 28 de enero de 1992, el Gobierno de Armenia aprobó una resolución "Sobre el Ministerio de Defensa de la República de Armenia", que, en realidad, era un cambio de nombre del Comité de Defensa del Estado creado anteriormente. Sargsyan fue nombrado primer ministro de Defensa de Armenia. La patrulla de la policía y el regimiento de operaciones especiales del Ministerio del Interior de Armenia,el regimiento de Protección Civil de la República de Armenia y el Comisariado Militar de la República fueron transferidos a la subordinación del ministerio recién formado. El siguiente paso fue la creación del aparato central del Ministerio de Defensa, que incluía el Cuartel General y la dirección. En mayo de 1992, el Ministerio de Defensa llevó a cabo el primer reclutamiento de militares en el territorio de la república. La formación del departamento militar coincidió con el inicio de operaciones a gran escala en la Primera Guerra de Nagorno Karabaj, en la que participaron activamente las Fuerzas Armadas de Armenia. El Ministerio de Defensa participó directamente en el mando de las fuerzas armenias en el territorio de Nagorno Karabaj y en las formaciones del Ejército de Defensa de Artsaj. Al final de las hostilidades a principios de 1994, el departamento militar de Armenia inició el proceso de reforma militar.

## Sede
Actualmente se encuentra en un edificio ubicado en la 5 Bagrevand Street, en Ereván. En 1993, el edificio del antiguo complejo hospitalario miliar fue entregado al Ministerio para la construcción de un nuevo complejo de edificios para el Ministerio de Defensa, pero debido a la falta de recursos económicos, no se inició ninguna construcción. En el día del 17° aniversario de la Independencia de Armenia, en 2008, se inauguró oficialmente el nuevo edificio del Ministerio de Defensa. Los edificios principales del complejo, que cubre un área de aproximadamente 26 hectáreas, albergaban al Ministro y su personal, el Departamento Operativo y de Comunicación del Estado Mayor, servicios de retaguardia, una sala de juntas para 380 personas, un salón de banquetes, un comedor, gimnasios y clínicas. Los edificios auxiliares incluyen una piscina, sala de calderas, complejo polideportivo, puestos de control, cuarteles, la oficina del sistema de comunicación centralizado, campos de tiro, un espacioso estacionamiento cerrado y un gran helipuerto. El costo de construcción del complejo fue de 13 mil millones de drams. La empresa rusa Ingeocom-Yerevan fue reconocida como contratista general para la construcción del complejo.

## Listado de Ministros
Ministros más recientes:
| Ministro de Defensa    | Inicio del mandato      | Fin del mandato         | Partido                        |
| Serj Sargsyan          | agosto de 1993          | mayo de 1995            | Independiente                  |
| Vazgen Sargsyan        | mayo de 1995            | junio de 1999           | Partido Republicano de Armenia |
| Vagharshak Harutiunyan | junio de 1999           | mayo de 2000            | Independiente                  |
| Serj Sargsyan          | mayo de 2000            | 26 de marzo de 2007     | Partido Republicano de Armenia |
| Mikael Harutyunyan     | 4 de abril de 2007      | 14 de abril de 2008     | Independiente                  |
| Seyran Ohanyan         | 14 de abril de 2008     | 3 de octubre de 2016    | Partido Republicano de Armenia |
| David Tonoián          | 12 de mayo de 2018      | 20 de noviembre de 2020 | Independiente                  |
| Vagharshak Harutiunyan | 20 de noviembre de 2020 | 20 de julio de 2021     | Independiente                  |
| Arshak Karapetyan      | 20 de julio de 2021     | 15 de noviembre de 2021 | Independiente                  |
| Suren Papikyan         | 15 de noviembre de 2021 | Actualidad              | Contrato Social                |